# فيودور أوشاكوف
فيودور أوشاكوف هو قائد بحري روسي.

## نشأته
ولد فيودور أوشاكوف في 12 فبراير/شباط عام 1774 في قرية بورناكوفو بمقاطعة ياروسلافل الروسية في عائلة غير غنية. وكان والده رقيبا متقاعدا، وكان عمه فيودور ساناكسارسكي مرشدا روحيا في الكنيسة الأرثوذكسية الروسية.
تخرج فيودور أوشاكوف من الكلية البحرية عام 1766 وبدأ الخدمة في اسطول البلطيق الحربي. وشارك أوشاكوف منذ عام 1769 في الحرب الروسية التركية (1768 -1774) ضمن قوام اسطول بحر آزوف. وتمت ترقيته إلى رتبة ملازم بحري في يونيو/حزيران عام 1769 حين تولى قيادة زورق انيط به مهمة حراسة الساحل الجنوبي لشبه جزيرة القرم. وفي عام 1773 تولى قيادة سفينة مزودة ب 16 مدفعا صدت الانزال التركي الذي كان يحاول استعادة شبه الجزيرة.
في عام 1775 تم تعيين اوشاكوف قائدا لفرقاطة ثم قائدا ليخت الإمبراطور. لكن بعد فترة تخلى اوشاكوف عن الخدمة في بلاط القيصر وطلب تعيينه قائدا بحريا في السفينة الخطية «فيكتور» التي كانت تقوم بحراسة السفن التجارية الروسية من هجمات الاسطول البريطاني في البحر المتوسط.
شارك فيودور أوشاكوف في تشييد قاعدة سواستوبول البحرية الروسية ومنح اوشاكوف أول وسام له وهو وسام القديس فلاديمير من الدرجة الرابعة عام 1784 لقاء العمليات الناجحة في مكافحة الاسطول التركي بالقرب من ميناء اوتشاكوف. تولى اوشاكوف في بداية الحرب الروسية التركية (1787 – 1791) قيادة السفينة الخطية «القديس بولص».

## الحرب الروسية التركية (1787 – 1792)
في عام 1787 شارك اوشاكوف في المعركة البحرية في منطقة جزيرة فيدونيسي تحت قيادة الاميرال فوينوفيتش. وساهم مردود سفن المقدمة البحرية التابعة لاوشاكوف في نجاح المعركة إلى حد كبير.
قام اوشاكوف إبان الحرب الروسية التركية بتطوير مبادئ تكتيك المعركة البحرية القائمة على المناورة. ومن أهم صفات تكتيك اوشاكوف التقارب السريع مع العدو وتركيز الجهود الرئيسية على سفن القيادة المعادية والاقتران بين نيران المدفعية والمناورة ومطاردة العدو إلى ان يتم تدميره التام أو أسره. وتولى اوشاكوف عام 1790 قيادة الاسطول الروسي في البحر الأسود حيث استعان بتكتيكه الجديد القائم على المناورة السريعة والمختلف اختلافا جذريا عن التكتيك المستخدم قبله. الامر الذي ساعده في الحاق هزائم بالاسطول التركي في معركتي انابا وسينوب حيث قام اسطوله بتدمير 26 سفينة تركية. وفي عام 1791 دحر اوشاكوف الاسطول التركي في معركة كالياكري، مما ساهم في عقد اتفاقية ياسي للسلام مع الاتراك عام 1793. وتم تكريم اوشاكوف بوسام القديس الكسندر نيفسكي تقديرا لبطولاته في الحرب.

## البعثة البحرية في البحر المتوسط
في عام 1798 تلقى قائد الاسطول الروسي فيودور اوشاكوف امرا امبراطوريا بالتوجه إلى القسطنطية والالتحاق بالاسطول التركي بغية تحقيق العمليات البحرية المشتركة ضد الفرنسيين. وقام اسطول اوشاكوف بتحرير الجزر الايونية ومملكة نابولي واراضي بابا
روما من الاحتلال الفرنسي. وفي عام 1800 قاد اوشاكوف عملية انزال بحرية لتحرير روما من الفرنسيين.
عاد اوشاكوف في عام 1801 إلى الوطن حيث تم تعيينه قائدا لاسطول بحر البلطيق. وفي عام 1807 تم اعفاؤه عن الخدمة العسكرية بناء على طلبه وتمت احالته إلى التقاعد بعد سوء الحالة الصحية. قضى اوشاكوف آخر سنوات حياته في عزبته بمقاطعة تامبوف حيث توفي عام 1817 ودفن في أحد الأديرة التي اسسها جده.
اتصف الاميرال اوشاكوف بالتدين والطيبة والعدل. وحظي بالاحترام والحب من قبل البحارة. اما الضباط فكان اوشاكوف يعاملهم بصرامة.
وكان الاتراك يحترمونه ويخافون منه واطلقوا عليه لقب اشياك باشا.
قامت الكنيسة الأرثوذكسية الروسية في 5 أغسطس/آب عام 2001 بإعطاء الاميرال اوشاكوف صفة القديس ولقبته فيودور البار.
في 3 مارس/آذار اصدرت الحكومة السوفيتية مرسوما حول تأسيس وسام فيودور أوشاكوف من الدرجتين الأولى والثانية الذي يمنحه القادة البحريون البارزون وميدالية اوشاكوف.
أطلق اسم اوشاكوف على ساحة في مدينة سواستوبول الأوكرانية. وافتتحت في 5 أغسطس/آب عام 2002 في مدينة سارانسك الروسية كاتدرائية باسم القديس البار فيودور اوشاكوف. كما أطلق اسم اوشاكوف على أكاديمية بحرية في مدينة نوفوروسيسك الروسية. وفي أكتوبر/تشرين الأول عام 2002 نصب تمثال اوشاكوف في جزيرة كورفو اليونانية.
في 11 أبريل /نيسان عام 2009 تم افتتاح تمثال اوشساكوف في مدينة كيرتش الأوكرانية.